# Waylon Jennings
Waylon Arnold Jennings (16. června 1937, Littlefield – 13. února 2002, Chandler) byl americký countryový zpěvák, skladatel a kytarista.

## Životopis
V roce 1958 začal působit jako diskžokej, později jako baskytarista ve skupině tehdy velmi populárního zpěváka Buddy Hollyho. Počátkem 60. let 20. století zakládá vlastní hudební skupinu Waylors. Od roku 1965 pak také působí v Nashville v Tennessee. V polovině sedmdesátých let Nashville opouští a stává se spolu s Willie Nelsonem vůdčí postavou tzv. hnutí "Outlaws", což bylo hnutí, jež se bouřilo proti zavedeným tradicím v tehdejší americké country music. V roce 1978 začíná jeho užší hudební spolupráce s Willie Nelsonem, později hraje a zpívá se svojí ženou zpěvačkou Jessi Colterovou. Stejně jako Willie Nelson i on překračuje zavedené rámce uhlazeného country stylu a experimentuje s dalšími hudebními žánry – viz jejich album Psanci (Outlaws). Ke konci života trpěl velkými zdravotními problémy s cukrovkou. Jennings obsadil 5. příčku v anketě CMT – Country music television 40 nejlepších country zpěváků. Jennings byl hvězdou nejen v USA a Kanadě, úspěšný byl třeba i na Novém Zélandu.

## Hity
- Good hearted woman
- Luckenbach Texas
- Mamas, don't let your babies grow up to be cowboys
- I've always been crazy
- Amanda
- Good ol' boys (Theme from the dukes of hazzard)
- Ramblin' man

## České coververze
- Amanda – Amanda (Pavel Bobek)
- Good Hearted Woman – Báječná ženská (Michal Tučný)
- The Last Cowboy Song – To je ten poslední song (Michal Tučný)
- The Teddy Bear – Chtěl bych být medvídkem (Michal Tučný)
- I'm a Ramblin' Man – Dlouhý den (Radek Tomášek)
- Highwayman – Desperát (Michal Tučný, Pavel Bobek a další)